# إدريس بنصاري
إدريس بنصاري (مواليد 1942) هو أكاديمي مغربي، خبير في الشؤون البيئية والوقاية وتدبير الكوارث الطبيعية والبيئية. يشغل منصب أستاذ في الجيوفيزياء بقسم الهندسة المدنية، بجامعة محمد الخامس بالرباط.

## الحياة والمسار المهني
وُلد بنصاري في مدينة تازة بالمغرب، سنة 1942. حصل على أول شهادة جامعية له في العلوم الجغرافية من المعهد الوطني للجغرافيا بفرنسا سنة 1965، ثم نال شهادة الماجستير في الجيوفيزياء التطبيقية من المعهد الفرنسي للبترول، قبل أن يُكمل دراسة الدكتوراه في العلوم الفيزيائية بجامعة غرونوبل سنة 1977.
بعدها عاد إلى المغرب، وعمل أستاذًا للجيوفيزياء بالمدرسة المحمدية للمهندسين، جامعة محمد الخامس بالرباط، منذ سنة 1978.
شغل بن صاري منصب منسق المركز الدولي للعلوم والتكنولوجيا المتقدمة، وكان مديرًا للمعهد المغربي لعلم الفلك، وشبكة الإنذار الوطنية بالزلازل، والمركز الوطني للبحث والتخطيط العلمي. كما أنه عضو في منظمة الاتصالات التقنية، والمجلس الدولي للعلوم، واللجنة العالمية المستقلة لشؤون المحيطات.
نشر إدريس بنصاري مذكراته تحت عنوان "ذكريات حيّة" (بالفرنسية: Mémoires Vives)، تضم شهادات وتجارب حياة كاملة.

## الجوائز والتكريمات
تم انتخاب إدريس بنصاري زميلًا في الأكاديمية الإفريقية للعلوم (FAAS) سنة 1987، وزميلًا في الأكاديمية العالمية للعلوم (FTWAS) سنة 1988. كما نال الجائزة الكبرى للعلوم بالمغرب.